# Antònia de Tral·les
Antònia (en llatí: Antonia) va ser una filla de Marc Antoni i d'Antònia Hibrida, una filla de Gai Antoni Hibrida. Va néixer cap a l'any 50 aC.
Quan, a començament del mes de maig del 44 aC, aproximadament un mes i mig després de l'assassinat de Juli Cèsar, el seu hereu August va entrar a Roma per assumir el poder, Marc Antoni el va considerar immediatament el seu competidor. Encara que Marc Antoni, com a cònsol, tenia molt més poder que August, va provar de reforçar la seva influència per mitjà del mestre de cavalleria Marc Emili Lèpid. Va nomenar Lèpid, a finals de maig del 44 aC, Pontifex Maximus i va prometre la seva filla Antònia amb un dels fills de Lèpid, també de nom Marc Emili Lèpid.
Theodor Mommsen va identificar aquesta Antònia amb l'esposa de Pitòdor de Tral·les, que va ser la mare de Pitodoris, esposa de Polemó I rei del Pont. Per tant, s'hauria desfet el compromís amb el fill de Lèpid. La teoria de Mommsen no l'accepta tothom.